# Ольга (Приморський Край)
Ольга — селище міського типу в Приморському краї, адміністративний центр Ольгинського району. Населення складає 3577 осіб, станом на 1 січня 2018.

## Географія
Селище Ольга складається з центральної частини (на березі бухти Ольга і в долині однойменної річки) і житлових будинків, розташованих поблизу морського порту (місцева назва Вузьке). Між ними — невисокий гірський перевал.
Ольга — морський порт на березі затоки Ольги Японського моря, приблизно в 240 кілометрах на північний схід від Находки.

## Історія
Військовий пост Ольга заснований в затоці Святої Ольги в 1858 році.
Статус селища міського типу присвоєно указом Президії Верховної Ради СРСР від 4 липня 1945 року.

## Клімат
Середньорічна температура повітря — 6,3 градуси
Відносна вологість повітря — 65,9 %
Середня швидкість вітру — 4,9 м/с